# جلال آباد

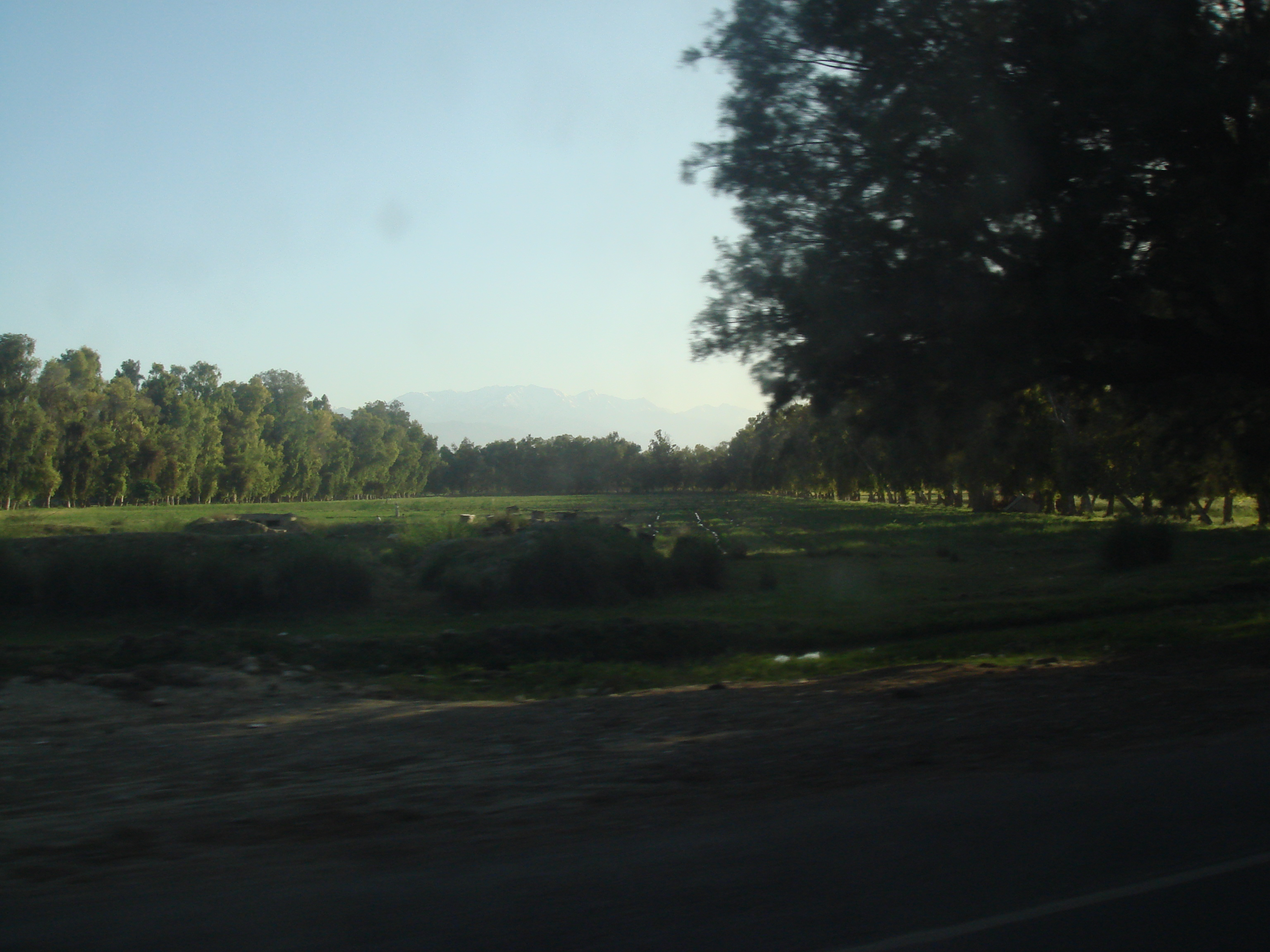
بساتين مجاورة لمدينة جلال آباد

جلال آباد مدينة تقع في شرق أفغانستان، وهي عاصمة محافظة ننغرهار. تجاور المدينة نهري كابل وكونر. ترتبط بكابل من الغرب بواسطة طريق سريع طوله حوالي 90 ميلاً، وتبعد من الشرق بنفس المسافة تقريباً عن بيشاور في باكستان. وفقاً لتقديرات عدد السكان الرسمية لعام 2002 بلغ عدد سكانها 96000 نسمة. في عام 630 وصل الناسك البوذي الصيني شوانزانغ إلى المدينة واعتبر نفسه قد وصل إلى بلاد الهند.
تشتهر المدينة بمزارع البرتقال والتجارة النشطة وتعود أصول عدد من عائلاتها إلى قبائل عربية. يسكن جلال آباد البشتون والطاجيك حيث يتكلمون لغة الداري والبشتو. تعتبر المدينة آمنة نسبيّا ومستقرة مقارنة مع ولايات جنوب أفغانستان حيث تنشط حركة طالبان المسلحة.

## المناخ
يظهر الجدول التالي التغييرات المناخية على مدار السنة لجلال آباد:
| البيانات المناخية لـجلال آباد     | البيانات المناخية لـجلال آباد | البيانات المناخية لـجلال آباد | البيانات المناخية لـجلال آباد | البيانات المناخية لـجلال آباد | البيانات المناخية لـجلال آباد | البيانات المناخية لـجلال آباد | البيانات المناخية لـجلال آباد | البيانات المناخية لـجلال آباد | البيانات المناخية لـجلال آباد | البيانات المناخية لـجلال آباد | البيانات المناخية لـجلال آباد | البيانات المناخية لـجلال آباد | البيانات المناخية لـجلال آباد |
| الشهر                             | يناير                         | فبراير                        | مارس                          | أبريل                         | مايو                          | يونيو                         | يوليو                         | أغسطس                         | سبتمبر                        | أكتوبر                        | نوفمبر                        | ديسمبر                        | المعدل السنوي                 |
| --------------------------------- | ----------------------------- | ----------------------------- | ----------------------------- | ----------------------------- | ----------------------------- | ----------------------------- | ----------------------------- | ----------------------------- | ----------------------------- | ----------------------------- | ----------------------------- | ----------------------------- | ----------------------------- |
| الدرجة القصوى °م (°ف)             | 25.0 (77.0)                   | 28.8 (83.8)                   | 34.5 (94.1)                   | 40.5 (104.9)                  | 45.4 (113.7)                  | 47.5 (117.5)                  | 44.7 (112.5)                  | 42.4 (108.3)                  | 41.2 (106.2)                  | 38.2 (100.8)                  | 32.4 (90.3)                   | 25.4 (77.7)                   | 47.5 (117.5)                  |
| متوسط درجة الحرارة الكبرى °م (°ف) | 15.9 (60.6)                   | 17.9 (64.2)                   | 22.5 (72.5)                   | 28.3 (82.9)                   | 34.7 (94.5)                   | 40.4 (104.7)                  | 39.3 (102.7)                  | 38.0 (100.4)                  | 35.2 (95.4)                   | 30.5 (86.9)                   | 23.3 (73.9)                   | 17.5 (63.5)                   | 28.6 (83.5)                   |
| المتوسط اليومي °م (°ف)            | 8.5 (47.3)                    | 10.9 (51.6)                   | 16.3 (61.3)                   | 21.9 (71.4)                   | 27.7 (81.9)                   | 32.7 (90.9)                   | 32.8 (91.0)                   | 31.9 (89.4)                   | 28.1 (82.6)                   | 22.2 (72.0)                   | 14.9 (58.8)                   | 9.5 (49.1)                    | 21.5 (70.6)                   |
| متوسط درجة الحرارة الصغرى °م (°ف) | 2.9 (37.2)                    | 5.6 (42.1)                    | 10.5 (50.9)                   | 15.3 (59.5)                   | 19.8 (67.6)                   | 24.7 (76.5)                   | 26.7 (80.1)                   | 26.2 (79.2)                   | 21.4 (70.5)                   | 14.4 (57.9)                   | 6.9 (44.4)                    | 3.5 (38.3)                    | 14.8 (58.7)                   |
| أدنى درجة حرارة °م (°ف)           | −14.1 (6.6)                   | −9.5 (14.9)                   | −1.0 (30.2)                   | 6.1 (43.0)                    | 10.6 (51.1)                   | 13.5 (56.3)                   | 19.0 (66.2)                   | 17.5 (63.5)                   | 11.0 (51.8)                   | 2.7 (36.9)                    | −4.5 (23.9)                   | −5.5 (22.1)                   | −14.1 (6.6)                   |
| الهطول مم (إنش)                   | 18.1 (0.71)                   | 24.3 (0.96)                   | 39.2 (1.54)                   | 36.4 (1.43)                   | 16.0 (0.63)                   | 1.4 (0.06)                    | 6.9 (0.27)                    | 7.7 (0.30)                    | 8.3 (0.33)                    | 3.2 (0.13)                    | 8.3 (0.33)                    | 12.1 (0.48)                   | 181.9 (7.17)                  |
| متوسط الأيام الممطرة              | 4                             | 5                             | 8                             | 8                             | 4                             | 1                             | 1                             | 1                             | 1                             | 1                             | 2                             | 3                             | 39                            |
| متوسط الرطوبة النسبية (%)         | 61                            | 60                            | 62                            | 59                            | 47                            | 40                            | 52                            | 58                            | 56                            | 55                            | 58                            | 63                            | 56                            |
| ساعات سطوع الشمس الشهرية          | 180.9                         | 182.7                         | 207.1                         | 227.8                         | 304.8                         | 339.6                         | 325.9                         | 299.7                         | 293.6                         | 277.6                         | 231.0                         | 185.6                         | 3٬056٫3                       |
| المصدر: NOAA (1964-1983)          |                               |                               |                               |                               |                               |                               |                               |                               |                               |                               |                               |                               |                               |

## توأمة
لجلال آباد اتفاقيات توأمة مع:
- سان دييغو (2004 - )

## أعلام
- ثريا طرزي
- هيلدا كلايتون
- عبد الرحيم مسلم دوست
- تتسو ناكامورا
- محمد أكبر خان